# Teremiújfalu
Teremiújfalu (románul Satu Nou) falu Romániában, Maros megyében. Közigazgatásilag Lukafalva községhez tartozik.

## Fekvése
A falu Marosvásárhelytől 12 km-re délre, Marosszék délnyugati határán helyezkedik el, a Nyárád bal partján.

## Története
Első írásos említése 1263-ból származik. Református temploma a 17. században épült. 1910-ben 767 lakosa volt, ebből 754 magyar és 13 román. 1996-ban önállósodott, mint református egyházközség. 2002-ben ötéves munka után felavatták a Timóteus Református Egyházi Központot.

## Ismert emberek
- Itt született 1910. április 21-én Mihály Károly református lelkész, költő.
- Itt élt Kiss Zoltán, az 1990-es marosvásárhelyi Fekete március hősi halottja.